# الانتخابات الرئاسية الألمانية 1932
```
أجريت الانتخابات الرئاسية الألمانية عام 1932
 في 13 مارس، مع جولة إعادة في 10 أبريل. 
[
1
]
 
بول فون هيندنبورغ
 المستقل الحالي على فترة ثانية مدتها سبع سنوات ضد 
أدولف هتلر
 من 
حزب العمال الألماني الاشتراكي الوطني
 (NSDAP). 
الحزب الشيوعي
 زعيم (KPD) 
إرنست ثالمان
 حصل على أكثر من عشرة في المئة من الأصوات في جولة الإعادة.
```

في ظل جمهورية فايمار، التي نشأت من هزيمة ألمانيا في الحرب العالمية الأولى، كانت الرئاسة منصبا قويًا. على الرغم من أن دستور فايمار قد نص على جمهورية شبه رئاسية، إلا أن الضعف الهيكلي أدى إلى ظهور الرايخستاغ المشلول، وقد أدى هذا بالاقتران مع الكساد الكبير إلى حكومة كانت تحكم بشكل حصري بموجب المراسيم الرئاسية منذ مارس 1930، مما منح الرئيس سلطة كبيرة. تم انتخاب هيندنبورغ في منصبه عام 1925 بدعم من ائتلاف من عدة أحزاب يمينية كان يأمل في أن يقلب جمهورية فايمار، التي لم تحظى بشعبية كبيرة على الإطلاق.
كان الحزب النازي، الذي كان يُعرف أعضاؤه باسم «النازيين»، قد أرتقى من كونه مجموعة هامشية إلى ثاني أكبر حزب في الرايخستاغ. وبقيادة هتلر، الذي مارس السيطرة الكاملة على سياستها واتجاهها، جمعت أيديولوجيتها العداء الشديد تجاه جمهورية فايمار مع معاداة السامية القوية والقومية الألمانية. تسبب تهديد هتلر في كثير من اليسار لدعم هيندنبورغ. في الوقت نفسه، فشل هيندنبورغ في قلب جمهورية فايمار في خيبة أمل للكثير منهم الذين دعموه في عام 1925. أدى التأثير المشترك لهذين التأثيرين إلى عكس أولئك الذين أيدوا هيندنبورغ بين الانتخابات. كان البعض على اليسار لا يزال فاتراً تجاه هيندنبورغ؛ استغل الشيوعيون ذلك من خلال إدارة ثالمان وترقيته كـ «المرشح اليساري الوحيد». فشل هيندنبورغ في الحصول على الأغلبية المطلوبة من الأصوات في الجولة الأولى، لكنه تمكن من الفوز في الجولة الثانية.

## النظام الانتخابي
خلال جمهورية فايمار، نص القانون على أنه في حالة عدم حصول أي مرشح على الأغلبية المطلقة للأصوات (أي أكثر من النصف) في الجولة الأولى من الانتخابات الرئاسية، فسيتم إجراء اقتراع ثانٍ يُعتبر فيه المرشح الذي يتمتع بأغلبية الأصوات منتخبًا. تم السماح للمجموعة بترشيح مرشح بديل في الجولة الثانية.

## الجولة الأولى

### النتائج

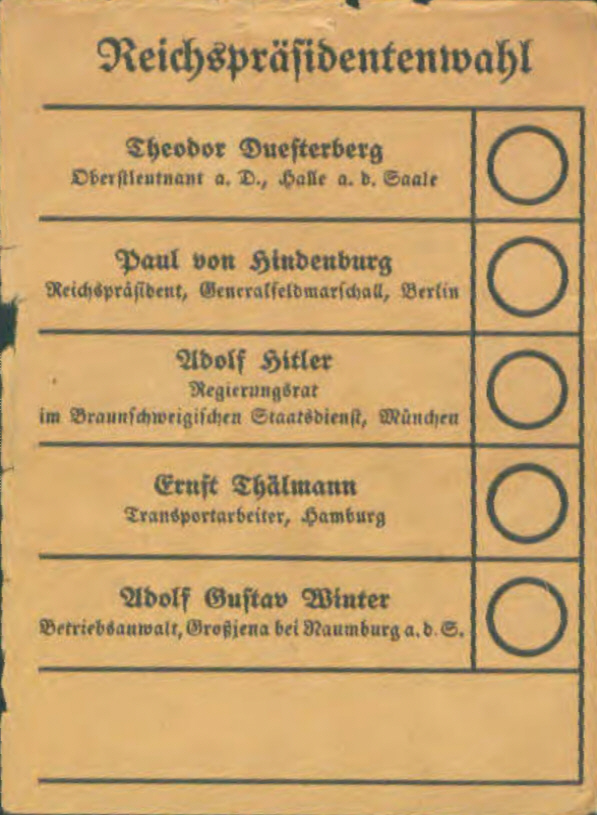

| المرشح                          | المرشح                          | الحزب                           | الجولة الأولى | الجولة الأولى | الجولة الثانية | الجولة الثانية |
| المرشح                          | المرشح                          | الحزب                           | الأصوات       | %             | الأصوات        | %              |
| ------------------------------- | ------------------------------- | ------------------------------- | ------------- | ------------- | -------------- | -------------- |
|                                 | باول فون هيندنبورغ              | مستقل                           | 18٬651٬497    | 49.54         | 19٬359٬983     | 53.05          |
|                                 | أدولف هتلر                      | الحزب النازي                    | 11٬339٬446    | 30.12         | 13٬418٬547     | 36.77          |
|                                 | إرنست تلمان                     | الحزب الشيوعي                   | 4٬983٬341     | 13.24         | 3٬706٬759      | 10.16          |
|                                 | ثيودور دويستربيرج ‏              | الخوذة الحديدية                 | 2٬557٬729     | 6.79          |                |                |
|                                 | غوستاف وينتر                    | ضحايا التضخم                    | 111٬423       | 0.30          |                |                |
| مرشحون آخرون                    | مرشحون آخرون                    | مرشحون آخرون                    | 4٬881         | 0.01          | 5٬472          | 0.01           |
| المجموع                         | المجموع                         | المجموع                         | 37٬648٬317    | 100.00        | 36٬490٬761     | 100.00         |
|                                 |                                 |                                 |               |               |                |                |
| الأصوات الصحيحة                 | الأصوات الصحيحة                 | الأصوات الصحيحة                 | 37٬648٬317    | 99.36         | 36٬490٬761     | 99.24          |
| الأصوات الباطلة والفارغة        | الأصوات الباطلة والفارغة        | الأصوات الباطلة والفارغة        | 242٬134       | 0.64          | 281٬026        | 0.76           |
| مجموع الأصوات                   | مجموع الأصوات                   | مجموع الأصوات                   | 37٬890٬451    | 100.00        | 36٬771٬787     | 100.00         |
| الناخبين المسجلين ومعدل الإقبال | الناخبين المسجلين ومعدل الإقبال | الناخبين المسجلين ومعدل الإقبال | 43٬949٬681    | 86.21         | 44٬063٬958     | 83.45          |
| المصدر: gonschior.de            |                                 |                                 |               |               |                |                |

## الحواشي
1. ↑  Nohlen Stöver.

ملاحظات توضيحية